# Anna Pavord
Anna Pavord, född 20 september 1940 i Abergavenny i Monmouthshire, är en brittisk trädgårdsexpert och författare. Hon skrev artiklar för The Observer i över tjugo år och för The Independent i över trettio år - från dess första till sista tryckta upplaga. Hennes bok Tulpanen (1999) listades som en The New York Times bästsäljare.

## Biografi
Anna Pavord är dotter till rektor Arthur Vincent Pavord, en bästsäljande trädgårdsförfattare, och den walesiska läraren Christabel Lewis. Familjen hade varken tv eller bil och hon tillbringade en stor del av sin fritid på vandring i de walesiska bergen med sin bror. Hon gick på Abergavenny High School for Girls och studerade vidare vid University of Leicester där hon 1962 blev Filosofie kandidat i engelska.
Tillsammans med maken bodde hon på 1960-talet på en segelpråm på Themsen vid Shepperton, där de odlade och skapade en trädgård av den 80 fot långa strandbank som hörde till förtöjningen. De flyttade senare till det georgianska godset "The Old Rectory" i Puncknowle i West Dorset, byggd för rektor Thomas Seeley 1702. Godset hade ett halvt tunnland mark, inklusive en muromgärdad trädgård och ett duvslag från 1200-talet. Familjen stannade i tre decennier på godset medan man renoverade och nyttjade odlingsmarken. År 2002 flyttade familjen till ett annat hem i Dorset med 18 tunnland mark och en trädgård med 130 växtarter.
Pavord arbetade som copywriter för Lintas Advertising Agency 1962–63, som produktionsassistent och slutligen regissör för Late Night Line-Up, en daglig live-TV och mediashow på BBC TV 1963–70. Hon skrev för The Observer 1970–92, The Independent från 1986, The Sunday Times, Country Life, Country Living och Elle samt var biträdande redaktör för Gardens Illustrated 1993–2008. Hon var programledare för Flowering Passions, en TV-serie på Channel 4, har deltagit regelbundet i BBC radio och var med på  Desert Island Discs 2017. I The Curious Gardener från 2010 samlar Pavord en samling artiklar från sina tidningsspalter. Hennes faktaboken Tulpanen från 1999 listades som en New York Times bästsäljare. Pavord är förvaltare av Great Dixter och var nära vän till Christopher Lloyd.

### Familj
Pavord gifte sig med Trevor Ware den 18 juni 1966. Hon har tre döttrar födda 1967, 1970 och 1974.

### Utmärkelser
Pavord belönades med Gold Veitch Memorial Medal från Royal Horticultural Society (1991) och blev hedersdoktor vid University of Leicester 2005. Hon är medlem i Gardens Panel for English Heritage och är ordförande för Gardens Panel of the National Trust. Hon fick Garden Media Guild Lifetime Achievement Award 2020.